# HB Chelghoum Laïd
Der Hilal Baladiat Chelghoum Laïd (arabisch هلال بلدية شلغوم العيد, DMG Hilāl Baladiyyat Šalġūm al-ʿĪd) auch bekannt als HB Chelghoum Laïd oder nur HBCL, ist ein 1945 gegründeter algerischer Fußballverein aus Chelghoum Laïd. Aktuell spielt der Verein in der ersten Liga, der Ligue Professionnelle 1.

## Stadion
Der Verein trägt seine Heimspiele im Stade du 11 Décembre 1961 in Chelghoum Laïd aus. Das Stadion hat ein Fassungsvermögen von 10.000 Personen.

## Namenshistorie
- 1945 bis 1962: Croissant Club Châteaudun-du-Rhumel
- 1962 bis 1977: Croissant Club Chelghoum Laïd
- 1977 bis heute: Hilal Baladiat Chelghoum Laïd

## Trainerchronik
| Trainer             | Nation   | von               | bis               |
| ------------------- | -------- | ----------------- | ----------------- |
| Bouzid Cheniti      | Algerien | 10. Oktober 2003  | 30. Juni 2004     |
| Abdelhamid Azeroual | Algerien | 1. Juli 2005      | 1. Februar 2006   |
| Said Hammouche      | Algerien | 1. Oktober 2020   | 30. August 2021   |
| Meziane Ighil       | Algerien | 1. September 2021 | 22. November 2021 |
| Driss Benmessaoud   | Algerien | 23. November 2021 | 25. Dezember 2021 |
| Abdelaziz Abbès     | Algerien | 26. Dezember 2021 | 10. Februar 2022  |
| Malik Cherrad       | Algerien | 11. Februar 2022  | 11. März 2022     |
| Imad Mehal          | Algerien | 12. März 2022     | 19. April 2022    |
| Chérif Hadjar       | Algerien | 20. April 2022    | 30. Juni 2022     |
| Toufik Rouabah      | Algerien | 23. August 2022   | 9. Oktober 2022   |
| El Hadi Khezzar     | Algerien | 12. Oktober 2022  | heute             |